# Piotrowscy herbu własnego

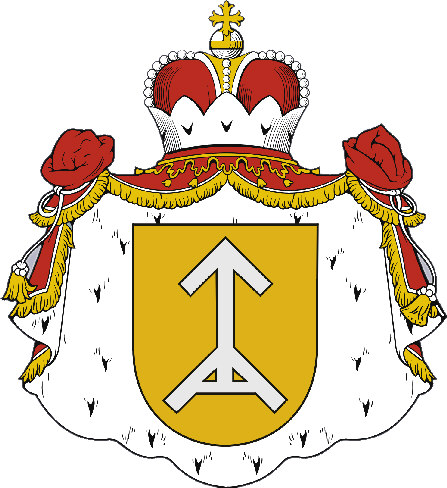
Herb "Piotrowski" – kniaziowska wersja herbu

Piotrowscy herbu własnego – kniaziowie tatarscy, potomkowie (jedna z gałęzi) Najman-Bega, uczestnika Bitwy Grunwaldzkiej. 
Protoplasta rodu, Najman-Beg przybył na Litwę w 1409 r. - należał do tego zastępu arystokracji tatarskiej, który pod wodzą Dżalal ad-Dina (późniejszego, krótkotrwałego chana Złotej Ordy), najstarszego syna Tochtamysza, chana Złotej Ordy, został wysłany jako oddział posiłkowy dla wielkiego księcia Witolda w wojnie z zakonem krzyżackim.
Kniaziowie Piotrowscy są potomkami kniazia Iwaszki, chorążego tatarskiej chorągwi wileńskiej, prawnuka Najman-Bega. Był on synem Kadysza i wnukiem Piotra, Najmanowego syna. Piotrowscy byli właścicielami Sielec w powiecie oszmiańskim. 
Byli jednym z najznamienitszych tatarskich rodów na Litwie. W roku 1525 otrzymali przywilej, że podług starszeństwa rodów mają zajmować pod carewiczem Aziubek-Sołtanem drugie miejsce (pierwsze należało się Ułanom-Assańczukowiczom). 
Herb "Piotrowski" jest przyjętą przez kniazia Iwaszkę odmianą rodowego znaku Najmanów, tzw. tamgi, tatarskiego znaku własnościowego. Do naszych czasów dochował się wyłącznie w postaci odcisków pieczęci.
Z braku męskich potomków w połowie XVII wieku pozostał (zapewne) już tylko jeden kniaź Piotrowski, Alej Janyszewicz. W 1647 sprzedał on swoją cząstkę majątku w Sielcach i gdzieś wyjechał. "Odtąd o Piotrowskich głucho" (jak to pisze Stanisław Dziadulewicz w swoim "Herbarzu rodów tatarskich w Polsce").
Współcześnie w Strachocinie żyją przyznający się do tatarskiego pochodzenia Piotrowscy, których przodek Stefan osiedlił się tam w XVII w. po Powstaniu Chmielnickiego i którzy przechowali tradycję, że ich herbem jest stylizowana srebrna strzała, taka jak w herbie "Piotrowski".
Utrzymują, że Stefan był synem (lub wnukiem) Aleja i uważają się za potomków kniazia Iwaszki i Najman-Bega.